# Lavagem (romance gráfico)
Lavagem é um romance gráfico do gênero terror criado pelo quadrinista Shiko e publicado pela editora Mino. O livro conta a história de um casal pobre que vive em um manguezal. A mulher é bastante religiosa, mas acaba se apaixonando pelo encarregado do estuário durante suas idas de barco até a igreja. Já o homem passa o dia cuidando da sua criação de porcos e não possui quase nenhum contato com outras pessoas. Certo dia, a televisão passa a emitir estática e um homem misterioso surge oferecendo uma saída daquele ambiente para a mulher. O romance gráfico foi baseado em um curta-metragem de mesmo nome, também dirigido por Shiko. Lavagem ganhou o Troféu HQ Mix de 2016 na categoria "melhor publicação de aventura, terror e fantasia".